# Copa Simón Bolívar (Veneçuela)
La Copa Simón Bolívar fou una competició futbolística organitzada entre 1970 i 1976 per la Federació Veneçolana de Futbol disputada pels clubs campions d'aquells països que foren alliberats per Simón Bolívar (Colòmbia, el Perú, l'Equador, Veneçuela i Bolívia).

## Historial
Font:
| Any  | Campió                      | Resultat                 | Finalista                       |
| ---- | --------------------------- | ------------------------ | ------------------------------- |
| 1970 | Santa Fe Colòmbia           | Lliga                    | Deportivo Galicia Veneçuela     |
| 1971 | Deportivo Galicia Veneçuela | 0–1, 1–0, 2–2 (3:2 pen.) | Atlético Nacional Colòmbia      |
| 1972 | Millonarios Colòmbia        | 0–2, 3–0                 | Deportivo Portugués Veneçuela   |
| 1974 | Defensor Lima Perú          | Lliga                    | Portuguesa Veneçuela            |
| 1975 | América de Cali Colòmbia    | Lliga                    | Estudiantes de Mérida Veneçuela |
| 1976 | Alianza Lima Perú           | Lliga                    | Guabirá Bolívia                 |

## Palmarès per club
| País                  | Títols | Subtítols |
| --------------------- | ------ | --------- |
| Deportivo Galicia     | 1      | 1         |
| Santa Fe              | 1      | 0         |
| Millonarios           | 1      | 0         |
| Defensor Lima         | 1      | 0         |
| América de Cali       | 1      | 0         |
| Alianza Lima          | 1      | 0         |
| Atlético Nacional     | 0      | 1         |
| Deportivo Portugués   | 0      | 1         |
| Portuguesa            | 0      | 1         |
| Estudiantes de Mérida | 0      | 1         |
| Guabirá               | 0      | 1         |

## Palmarès per país
| País      | Títols | Subtítols |
| --------- | ------ | --------- |
| Colòmbia  | 3      | 1         |
| Perú      | 2      | 0         |
| Veneçuela | 1      | 4         |
| Bolívia   | 0      | 1         |
| Equador   | 0      | 0         |